# Paria arizonensis
Paria arizonensis är en skalbaggsart som beskrevs av Wilcox 1957. Paria arizonensis ingår i släktet Paria och familjen bladbaggar. Inga underarter finns listade i Catalogue of Life.